# Northampton megye (Pennsylvania)
Northampton megye az Amerikai Egyesült Államokban, azon belül Pennsylvania államban található. Megyeszékhelye Easton, legnagyobb városa Bethlehem. Lakosainak száma 312 951 fő (2020. április 1.). Northampton megye Monroe, Warren, Bucks, Lehigh és Carbon megyékkel határos.

## Népesség
A megye népességének változása:
| Lakosok száma | 298 029 | 298 361 | 299 371 | 299 791 | 300 813 | 312 951 |
|               | 2010    | 2011    | 2012    | 2013    | 2015    | 2020    |